# Služovice
Služovice (niem. Schlauswitz) – wieś w Czechach, w kraju morawsko-śląskim, w okresie Opawa. Według danych z dnia 1 stycznia 2010 liczyła 809 mieszkańców.
1,5 km na północny zachód od Služovic leży Almín kopec (315 m n.p.m.), najwyższy punkt w czeskiej części Płaskowyżu Głubczyckiego.
Pierwsza wzmianka pisemna o wsi pochodzi w 1349, kiedy to należała do księstwa raciborsko-opawskiego. Miejscowość leży w tzw. ziemi hulczyńskiej, po wojnach śląskich należącej do Królestwa Prus (w powiecie raciborskim), w 1920 przyłączonym (wbrew woli mieszkańców, Morawców) do Czechosłowacji.